# Japhet Sery Larsen
Japhet Sery Larsen (født 10. april 2000) er en dansk professionel fodboldspiller, der spiller for Eliteserien-klubben SK Brann som midterforsvarer.
Sery er fra FC Midtjyllands akademi og begyndte sin seniorkarriere i klubben i 2020. Han skiftede til den norske klub SK Brann i 2021 og til FK Bodø/Glimt i 2022, inden han vendte tilbage til SK Brann i 2023. 

## Personligt liv
Sery er vokset op i Herlev og er af ivoriansk afstamning. Som ung konkurrerede han i atletik for Sparta.

## Eksterne links
- Japhet Sery Larsen på brann.no
- Japhet Sery Larsen i DBU's Landsholdsdatabase
- Japhet Sery på UEFAs hjemmeside
- Japhet Sery på Soccerbase.com (engelsk)
- Japhet Sery profil på Soccerway

- Japhet Sery Larsen